# République populaire de Corée
Ne doit pas être confondu avec République populaire démocratique de Corée.
1945–1946
Entités précédentes :
- Chōsen

Entités suivantes :
- Administration militaire américaine (1945)
- Administration militaire soviétique (1945)
- Comité populaire provisoire de Corée du Nord (en) (1946)

La république populaire de Corée (RPC) est un gouvernement provisoire de courte durée qui a été organisé au moment de la reddition de l'empire du Japon à la fin de la Seconde Guerre mondiale. Il est proclamé le 6 septembre 1945, alors que la Corée est divisée en deux zones d'occupation, l'Union soviétique occupant le nord et les États-Unis occupant le sud. S'appuyant sur un réseau de comités populaires, il présente un programme de changement social radical.
Dans le sud, le gouvernement militaire américain interdit la RPC le 12 décembre 1945. Dans le nord, les autorités soviétiques prennent le contrôle de la RPC en février 1946 en installant des communistes coréens pro-soviétiques tels que Kim Il-sung à des postes de pouvoir et en l'incorporant dans la structure politique de la république populaire démocratique de Corée (Corée du Nord) émergente,.

## Comité populaire central
- Président : Yo Unhyŏng
- Premier ministre : Ho Hon
- Directeur des affaires intérieures : Kim Koo
- Directeur des Affaires étrangères : Kim Kyu-sik
- Directeur financier : Cho Man-sik
- Directeur militaire : Kim Won-bong
- Directeur de l'Economie : Ha Pilwon
- Directeur de l'agriculture et des forêts : Bong Mi-seon
- Directeur de la santé : Lee Man-Gyu
- Directeur des transports : Hong Nam-pyo
- Directeur de la sécurité : Choi Yong-Dal
- Juge en chef : Kim Byung-ro
- Directeur de l'éducation : Kim Seong-soo
- Directeur de la propagande : Kwan-Sul Lee
- Directeur de la communication : Sin Ik-hui
- Directeur du travail : Lee Sang-Hyuk
- Secrétaire général : Yi Kang-guk
- Directeur des affaires juridiques : Choi Ikhan
- Directeur de la planification : Jeong Baek